# Asuka
Asuka (飛鳥) foi uma das capitais do Japão durante o período Asuka (538 – 710 d.C.), que leva o nome desse lugar. Localizava-se onde hoje se encontra a vila de Asuka, província de Nara.

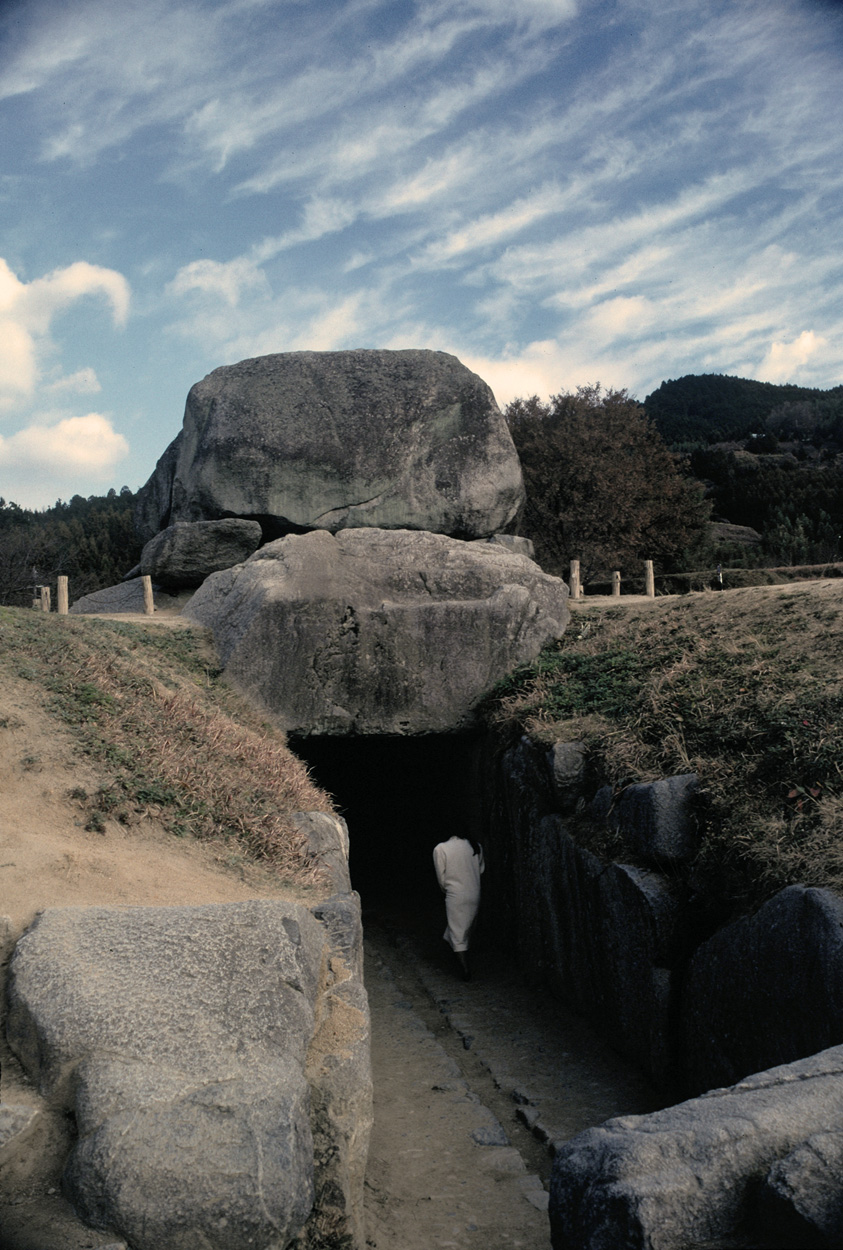
Kofun de Ishibutai, suposto lugar onde SOga no Umako foi cremado

Uma das muitas teorias que tentam contar a origem do nome afirma que foi pela inclusão do pássaro Cruza-bico, ou isuka em japonês, ou caraterísticas locais, isto é, 洲処 (suka, que significa banco de areia, restinga ou delta) ou 崩地 (asu) + 処 (ka). Entretanto, a região pode ter sido nomeada em homenagem a Asuka (ou Ashuku) Nyorai, o equivalente em japonês a Akshobhya, um dos Cinco Budas da Sabedoria, que ainda é adorado em Asukadera (Templo de Asuka), no Asuka-niimasu-jinja (o santuário para a sua manifestação como um deus xintoísta) e em algumas outras estruturas daquela época. Projetos arqueológicos continuam a descobrir relíquias em ruínas. Descobertas recentes na região incluem moedas Wado, que acredita-se ser umas das moedas mais antigas do Japão, além de pinturas nos kofuns de Kitora e Takamatsuzuka.
O Kofun de Ishibutai também se localiza em Asuka. Em 12 de março de 2004, a descoberta de restos do prédio principal de uma residência vizinha a um kofun foi anunciada. É provável que a residência pertencia a Soga no Umako, que supostamente foi enterrando naquele kofun.
Para ir a Asuka, é possível descer na Estação de Okadera ou na Estação de Asuka, na linha de trem de Kintestu, ou por carro pela Rota 169.

## Palácios Imperiais

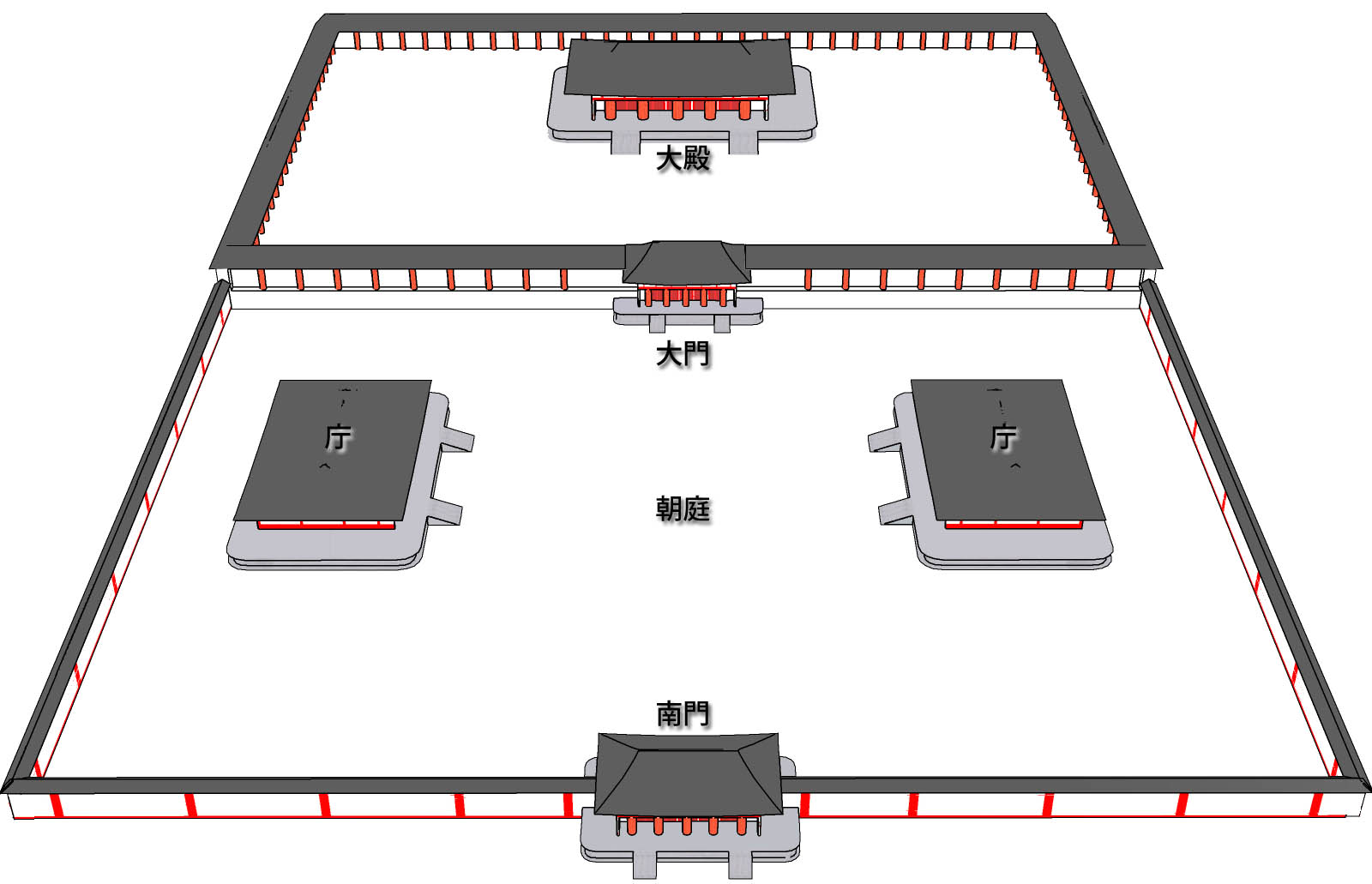
Desenho do Palácio de Oharida

Quando Asuka era uma capital imperial, vários palácios foram construídos para cada monarca. Logo que um imperador morria, a corte inteira se mudava para um palácio recém-construído, visto que era considerado perigoso permanecer no lugar onde o espírito de um monarca falecido poderia estar residindo. Algumas vezes, mesmo durante o reinado de um único imperador, palácios eram trocados várias vezes devido a destruição por fogo ou mal presságio. Como esses palácios eram construídos inteiramente de madeira, nenhum deles sobreviveu até os dias de hoje, apesar de algumas pesquisas arqueológicas recentes terem descoberto resquícios como pilares de base de pedra.
- Palácio de Toyura (592–603)
- Palácio de Oharida (603–30)
- Palácio de Okamoto (630–36)
- Palácio de Tanaka (636–40)
- Palácio de Umayasaka (640)

A corte, por um breve momento, moveu-se para o Palácio de Kudara (645–54) em Osaka.
- Palácio de Itabuki (654–55)
- Palácio de Kawara (655–56)
- Palácio de Okamoto (656–61)

A corte se moveu para o Palácio de Tachibana no Hironiwa (661–67) em Asakura, Fukuoka. Mudou-se de novo para o Palácio de Omi ou Palácio de Otsu (667–72) em Ōmi-kyō (atual Otsu, Shiga).
- Palácio de Shima (672)
- Palácio de Okamoto (672)
- Palácio de Kiyomihara (672–94)

A capital foi enfim abandonada pela Imperatriz Jito, indo para Fujiwara-kyo.